# Yves-Marie André
Yves-Marie André (Châteaulin, 1675 – Caen, 1764) fue un jesuita y filósofo francés. Es autor de un importante tratado sobre estética, Ensayo sobre lo bello (Essai sur le Beau, 1715), donde, desde una postura cartesiana, pretende salvar el objetivismo clásico del juicio estético frente a la relatividad del mismo presente en numerosos círculos intelectuales de la época. 
André distingue tres clases de belleza: “esencial”, que es objetiva al estar por encima de cualquier consideración humana; “natural”, igualmente objetiva pero a nivel humano, aunque ajena a opiniones de gusto; y “arbitraria”, que es subjetiva y relativa. Así, frente al que afirma que la belleza depende del gusto, la educación o los prejuicios, André achaca esta variabilidad a la belleza arbitraria, defendiendo un orden superior donde sí puede hallarse una belleza objetiva, presente en cualidades como la verdad, la honestidad, el orden y la decencia. Define la belleza con dos componentes: adecuación (decorum) y mesura (modus), siguiendo un antiguo concepto clásico de la belleza. Así, defiende estas dos cualidades en todo lo bello, afirmando que el exceso de belleza puede conducir a la fealdad.